# آساسیو (بازیکن فوتبال)
آساسیو کوردیرو باریتو با نام کامل (به پرتغالی: Acácio Cordeiro Barreto) بازیکن فوتبال اهل برزیل است که در شهر کامپوس دوس گویتاکازس و در تاریخ ۲۵ سپتامبر ۱۹۵۰ به دنیا آمده‌است.
آساسیو کوردیرو باریتو در تیم‌های فوتبال آمریکانو سابقهٔ حضور دارد.